# Ювеналій (Поярков)
Митрополит Крутицький та Коломненський Ювеналій (В миру:Володимир Кирилович Поярков; *22 вересня 1935, Ярославль) — архієрей РПЦ, колишній митрополит Крутицкий і Коломенський, патріарший намісник Московської єпархії, постійний член Священного Синоду Російської Православної Церкви, голова Синодної Комісії з канонізації святих, співголова Оргкомітету по підготовці і проведенню Днів слов'янської писемності і культури, член Міжсоборної присутності Російської Православної Церкви. На спокої.
З 11 квітня 1989 року голова Синодальної комісії з канонізації святих в РПЦ.
З 5 грудня 2008 року по 1 лютого 2009 року у зв'язку з кончиною правлячого єпископа міста Москви Патріарха Алексія II керував Московською єпархією.

## Біографія та Освіта
Народився 22 вересня 1935 року в Ярославлі в сім'ї службовців. Родичі з боку батька були старообрядцями. З 1946 полягав в числі тих, що прислуговують у вівтарі Ярославського кафедрального собору при ярославських архіпастирях. Закінчив середню школу в Ярославлі. Релігійне виховання здійснювала мати, що була духовною дочкою архієпископа Варлаама (Ряшенцева), якого вона навіть відвідувала в засланні, потім священика Володимира Градусова (згодом архієпископ Ярославський). Після єпископа Углицького Ісаї (Ковальова) його постійним духовним керівником «до дня своєї блаженної кончини» був, починаючи з часу ієродіаконства Нікодим (Ротов). Митрополитові Нікодиму ж він відносить своє призначення в 1972 році головою ОВЦС: "Думаю, що і він був упевнений в подальші роки в моїй відданості Церкви, бо після перенесеного їм першого інфаркту в 1972 році рекомендував мене як свого наступника на пост голови Відділу зовнішніх церковних стосунків."У 1953 році поступив в Ленінградську духовну семінарію, яку закінчив по 1-у розряду. У 1957 році поступив в Ленінградську Духовну Академію.

## Чернецтво та Хіротонія
10 жовтня 1959 року в Іоанно-богословському храмі при Ленінградській духовній академії пострижений в чернецтво архімандритом Нікодимом (Ротовим) з ім'ям Ювеналій, на честь святителя Ювеналія, патріарха Єрусалимського. 4 листопада 1959 року митрополитом Ленінградським і Ладозьким Пітірімом (Свірідовим) рукопокладений в ієродиякона. 1 січня 1960 року єпископом Лужським Алексієм (Конопльовим) рукопокладений в ієромонаха. Нікодим (Ротов), що став в липні 1960 року єпископом і головою Відділу зовнішніх церковних стосунків, перевів ієромонаха Ювеналія до Москви, у зв'язку з чим той закінчив Московську духовну академію (1961). 7 липня 1962 року за старанне служіння Святій Церкві Святійший Патріарх Алексій I нагородив ієромонаха Ювеналія саном ігумена з покладанням хреста з прикрасами, а 14 липня — правом носіння палиці.

## Архієрейство
25 листопада 1965 вирішенням Святійшого Патріарха Алексія I і Священного Синоду архімандритові Ювеналієві визначено бути єпископом Зарайським, вікарієм Московської єпархії із залишенням на посаді заступника Голови Відділу Зовнішніх Церковних Стосунків. 25 грудня 1965 року в Іоанно-богословському храмі Ленінградської Духовної Академії відбулося наречення, а 26 грудня в Троїцком соборі Александро-Невськой Лаври — архієрейська хиротонія, яку очолив митрополит Ленінградський і Ладозький Нікодим, Голова Відділу зовнішніх церковних стосунків.
20 березня 1969 — призначений єпископом Тульським і Бельовським із залишенням на посаді заступника Голови Відділу Зовнішніх Церковних Стосунків.
18 червня 1971 року за старанні праці по проведенню Маєткового Собору Російської Православної Церкви 30 травня — 2 червня 1971 року Святійшим Патріархом Піменом удостоєний сану архієпископа.
27 квітня 1972 удостоєний сану митрополита. 30 травня 1972 вирішенням Святійшого Патріарха і Священного Синоду призначений головою Відділу зовнішніх церковних стосунків, постійним членом Священного Синоду.
16 квітня 1976, у зв'язку зі святкуванням 30-ліття Відділу зовнішніх церковних стосунків, удостоєний Святійшим Патріархом Піменом права носіння двох панагій.
11 червня 1977 призначений митрополитом Крутіцким і Коломенським, Керівником Московської єпархії, її правлячим архієреєм (у межах Московської області, за винятком міста Москви), постійним членом Священного Синоду.
19 серпня 2002 привласнено звання «Почесний громадянин міста Коломни».
25 квітня 2007 разом з митрополитами Смоленським і Калінінградом Кирилом і Калузьким і Боровським Климентом зробив чин відспівування першого президента Росії Б. Н. Єльцина. 3 серпня 2007 очолив делегацію Російської Православної Церкви на похоронах Патріарха Румунського Феоктиста, а 21 березня 2008 — на похоронах Первоїерарха РПЦЗ митрополита Лавра. По кончині 3 травня 1990 року Патріарха Пімена управляв Московською єпархією до інтронізації Алексія II, а також по кончині 5 грудня 2008 року Патріарха Алексія II, згідно із Статутом РПЦ, управляв Московською єпархією до інтронізації Патріарха Кирила.
З 27 липня 2009 року член Міжсоборної присутності Російської Православної Церкви.
29 січня 2010 року вибраний головою комісії Міжсоборної присутності Російської Православної Церкви по питаннях взаємодії Церкви, держави і суспільства. З 26 липня 2010 року — член Патріаршого радого з культури. 10 жовтня 2010 року за заслуги перед Російською Православною Церквою і у зв'язку з 75-літтям з дня народження удостоєний вищої ієрархічної винагороди — права переднесення хреста за богослужіннями в межах Московської обласної єпархії.

## Нагороди
- Орден «За заслуги» III ст. (Україна, 27 липня 2013) — за значний особистий внесок у розвиток духовності, багаторічну плідну церковну діяльність та з нагоди відзначення в Україні 1025-річчя хрещення Київської Русі[1]
- Орден «За заслуги перед Вітчизною» І степеня (Росія, 22 вересня 2020). Нагороджений президентом РФ Володимиром Путіним[2][3]